# Crosseola vesca
Crosseola vesca es una especie de molusco gasterópodo de la familia Liotiidae en el orden de los Vetigastropoda.

## Distribución geográfica
Se encuentra en Nueva Zelanda